# Darío Pérez García
Darío Pérez García (Calatayud, 24 de septiembre de 1869 - Madrid, 21 de agosto de 1945) fue un político y periodista político español.

## Biografía
Darío Pérez fundó y dirigió el diario bilbilitano La Justicia (1888) siendo casi adolescente. En 1897 pasó a dirigir Heraldo de Aragón; y, en 1901, El Liberal, de Barcelona, desde donde fue corresponsal de El Liberal, de Madrid, y de El Noticiero de Manila. Colaboró, aparte de en otras publicaciones, en El Imparcial, en Heraldo de Madrid y en La Libertad. Fue notable su contribución como articulista en revistas americanas.
Dentro de su ideología republicana fue diputado a Cortes dos veces por Santa Cruz de Tenerife; dos por el distrito de Calatayud y otras dos por la provincia de Zaragoza, a la cual representó en las Cortes Constituyentes de la Segunda República Española. Se le ofreció una cartera ministerial, a fin de asegurarle el correspondiente retiro económico ante el incierto porvenir que podría ofrecerle en su vejez la exclusiva dependencia de la pluma, pero Darío Pérez rechazó la oferta y continuó con sus colaboraciones y con la lucha política en el puesto que decía corresponderle.
Joaquín Costa señaló a Darío Pérez como el promotor de la Fiesta del Árbol en Aragón. Fue caballero de la Legión de Honor francesa, y nombrado Hijo Predilecto de Calatayud en 1922.

## Obra
La producción de este periodista político se recoge en forma de libro en El ocaso de un sultán, en El partido único, en La revisión arancelaria y en Figuras de España. En 2023 se han editado sus memorias con el título Momentos de una vida.